# بال‌برنزه گله‌ای
بال‌برنزه گله‌ای یا بال‌برنزه دسته‌ای (نام علمی: Phaps histrionica)، که با نام‌های کبوتر گله‌ای، بال‌برنزه رنگی‌پوش و کبوتر رنگی‌پوش نیز شناخته می‌شود، یک گونه از کبوترهای خانوادهٔ کبوتران و بومی مناطق خشک استرالیا است.

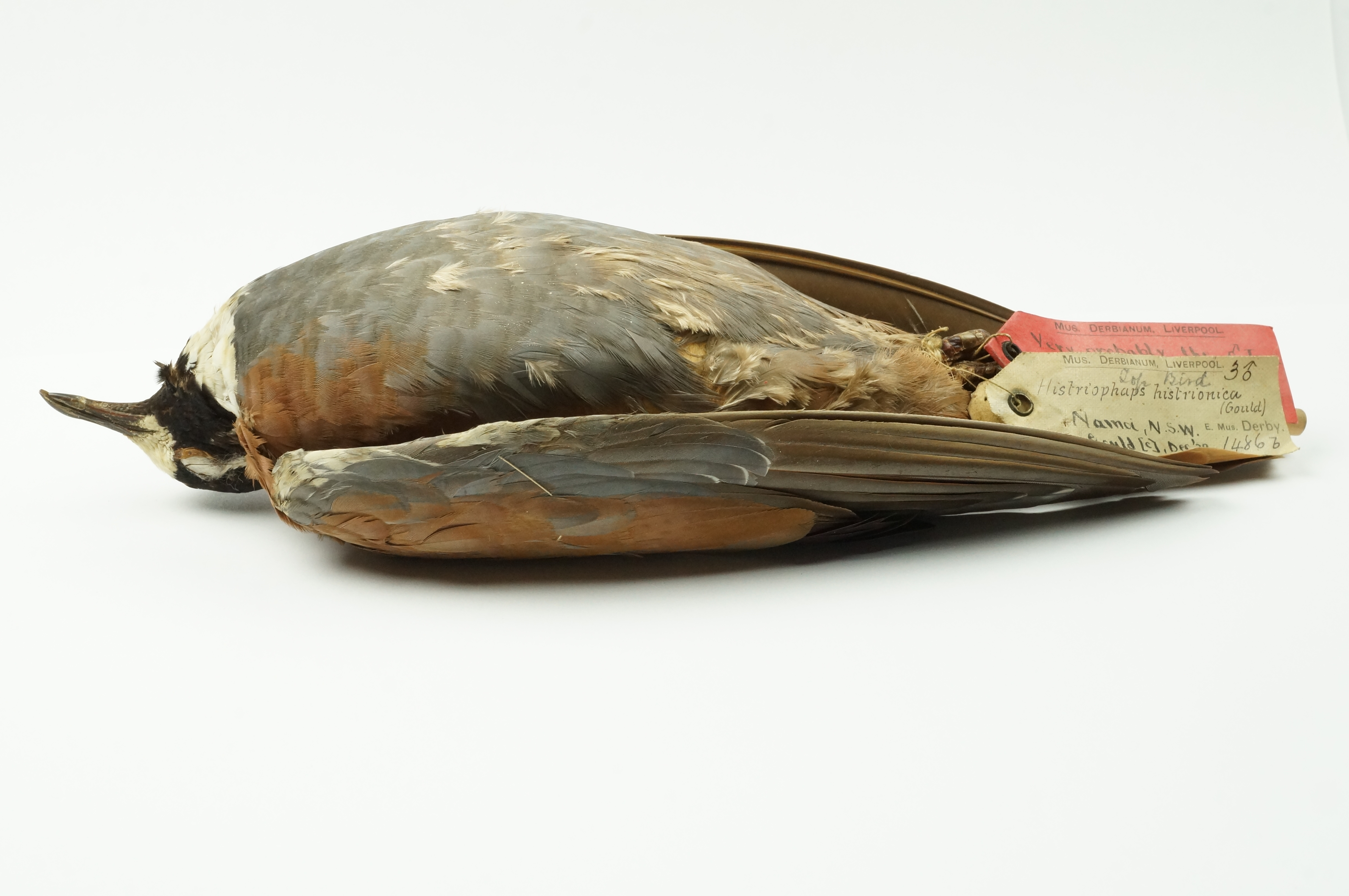
Syntype of Peristera histrionica Gould (NML-VZ D1486b) در موزه جهانی، موزه‌های ملی لیورپول نگهداری می‌شود